# ماسون رودولف (لاعب كرة قدم أمريكية)
ماسون رودولف (بالإنجليزية: Mason Rudolph)‏ هو لاعب كرة قدم أمريكية أمريكي، ولد في 17 يوليو 1995 في روك هيل في الولايات المتحدة.

## وصلات خارجية
- ماسون رودولف على موقع مرجع كرة القدم المحترفة.كوم (الإنجليزية)
- ماسون رودولف على موقع JustSportsStats.com (الإنجليزية)
- ماسون رودولف على موقع كلية كرة القدم في سبورتس رفرنس.كوم (الإنجليزية)